# Blair House (Dalry)

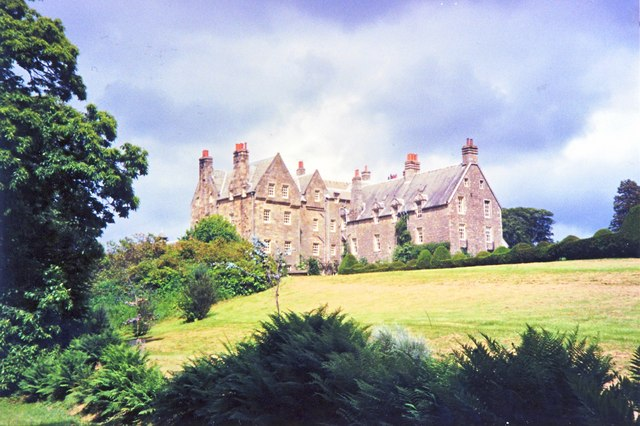
Blair House

Blair House ist ein Herrenhaus nahe der schottischen Ortschaft Dalry in der Council Area North Ayrshire. 1971 wurde das Bauwerk in die schottischen Denkmallisten in der höchsten Denkmalkategorie A aufgenommen.

## Geschichte
Das Herrenhaus wurde in verschiedenen Bauphasen errichtet und mehrfach erweitert. Es geht auf ein Tower House zurück, das wahrscheinlich aus dem 16., eventuell bereits aus dem 15. Jahrhundert stammt. Die Jahresangabe 1203 auf einem Türsturz gibt sicher nicht das Baujahr des aktuellen Bauwerks an. Der Südflügel wurde im Jahre 1668 hinzugefügt, der Ostflügel stammt aus dem 18. Jahrhundert und der Nordflügel aus dem Jahre 1893. Der jüngste Anbau wurde von Thomas Leadbetter durchgeführt und umfasste auch die Umgestaltung der Fassaden des Ostflügels sowie die Neugestaltung des Innenraums.

## Beschreibung
Das drei- bis vierstöckige Herrenhaus liegt isoliert rund einen Kilometer südöstlich von Dalry. Es weist einen grob T-förmigen Grundriss auf. Das Mauerwerk besteht aus Bruchstein, der jedoch durchweg mit Quadersteinen verkleidet ist. Der Haupteingang befindet sich in einem Gebäudewinkel an einem quadratisch hervortretenden Turm des Südflügels. Blendpfeiler flankieren die Türe, während darüber das Wappen der Blairs angebracht ist. Die Giebel sind als Staffelgiebel gearbeitet. Die Dächer sind mit Schiefer eingedeckt und mit Lukarnen versehen.